# ジョージ・ブレー

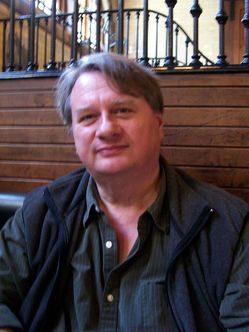
コルネリス・ジョージ・ブレー

コルネリス・ジョージ・ブレー（Cornelis George Boeree、1952年1月15日 - 2021年1月5日）は、アメリカ合衆国の心理学者であり、人工言語「リングア・フランカ・ノバ（エレフェン語）」を発案した。シッペンズバーグ大学の名誉教授であり、人格心理学と心理学の歴史を専門としている。

## 人物
出身はオランダのアムステルダム近くのバドフーフェドルプで、1956年に両親とともに米国に移住し、ニューヨークのロングアイランドで育ち、オクラホマ州立大学で1980年に博士号を取得した。
2021年1月5日に死去。（享年68歳）